# Wildemann
Wildemann is een gemeente en voormalige mijnstad in de Duitse deelstaat Nedersaksen. De gemeente maakt deel uit van de bergstad Clausthal-Zellerfeld in het Landkreis Goslar. Wildemann telt 768 inwoners (31 december 2018).

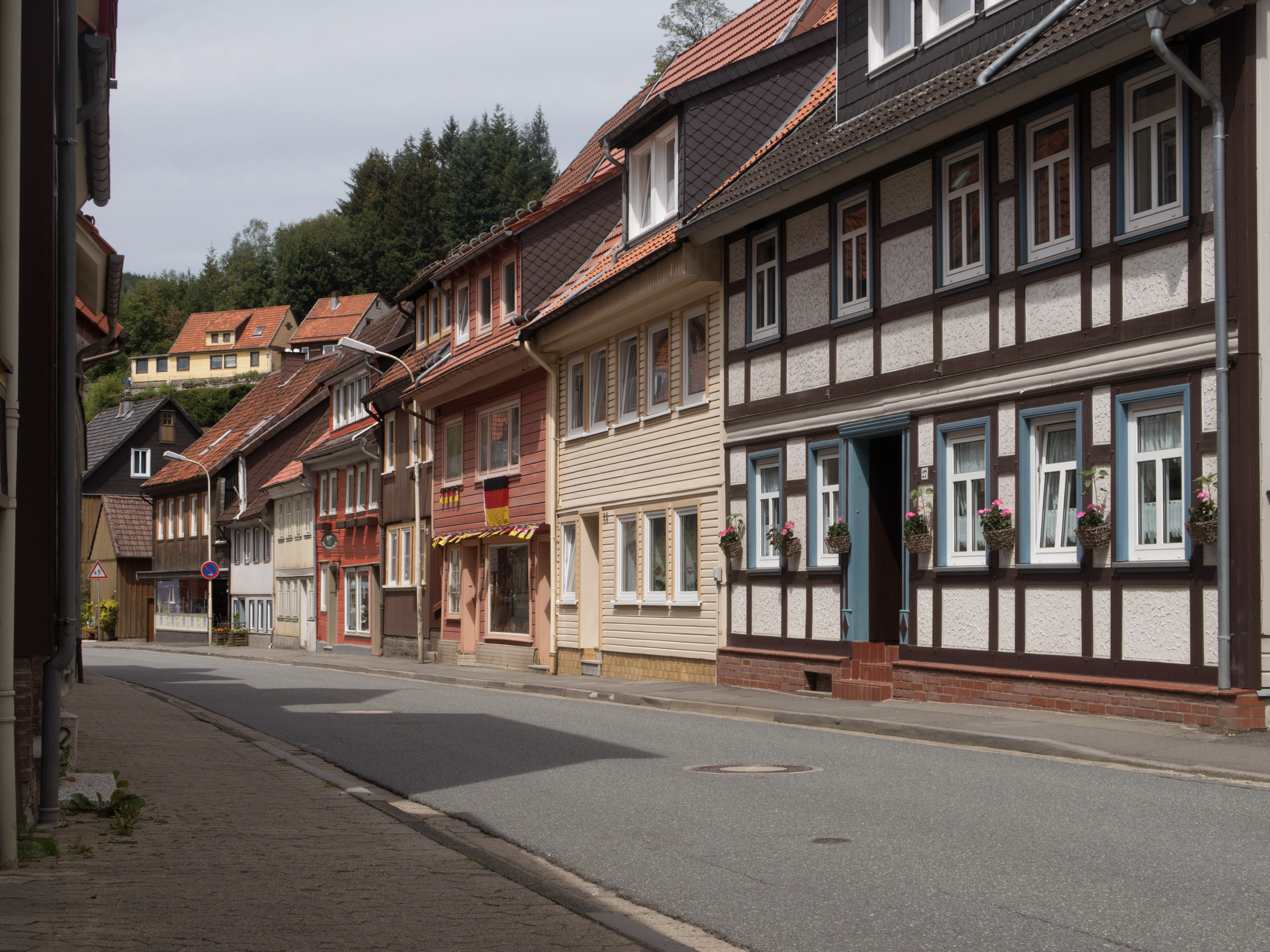
De Bohlweg in Wildemann

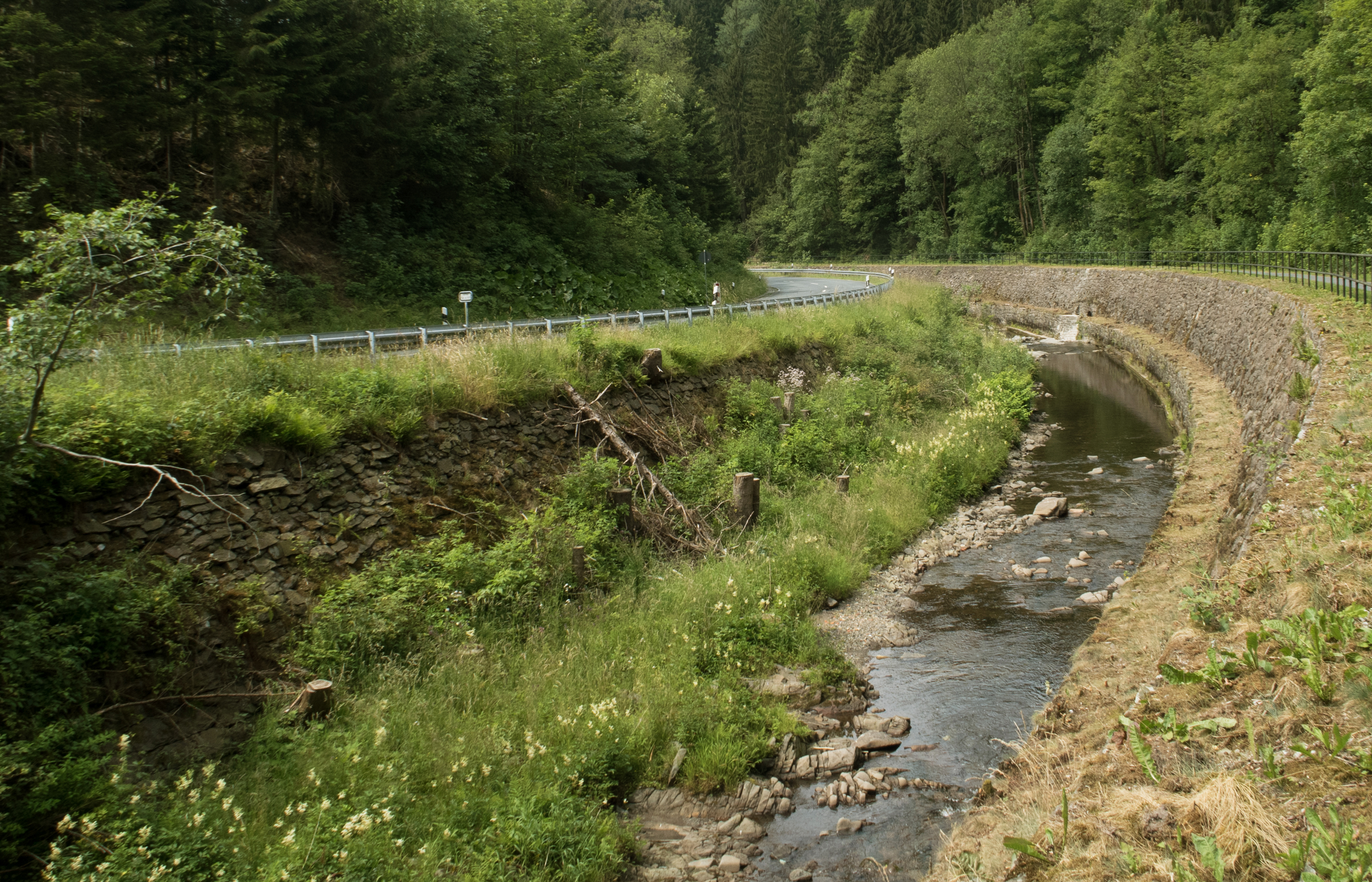
De Innerste tussen Wildemann en Lautenthal

- Gemeinsame Normdatei: 4411162-9
- Library of Congress Control Number: n99264017
- Nationale Bibliotheek van Israël: 987007465637605171
- Virtual International Authority File: 133879876
- WorldCat: E39PBJd8dYCRQWpcYtJJBY4Qbd

Altenau · Bad Harzburg · Braunlage · Clausthal-Zellerfeld · Goslar · Harz (gemeentevrij gebied) · Langelsheim · Liebenburg · Schulenberg im Oberharz · Seesen · Wildemann